# Engyum quadrinotatum
Engyum quadrinotatum là một loài bọ cánh cứng trong họ Cerambycidae.